# Fluminense de Feira FC
Der Fluminense de Feira Futebol Clube ist ein Fußballverein aus Feira de Santana, im brasilianischen Bundesstaat Bahia. Der Klub wurde 1941 gegründet.

## Geschichte
Fluminense wurde am 1. Januar 1941 von einer Gruppe junger Leute aus Feira de Santana gegründet, welche Fans des Fluminense FC aus Rio de Janeiro waren. Aus diesem Grund wählten sie ihren Klubnamen entsprechend und übernahmen auch die Trikotfarben des Vorbildes. Drei Jahre später 1944 trat man erstmals in der Amateurliga Liga Feirense an. 1947 konnte der Klub diese erstmals gewinnen. Der Erfolg wiederholte sich 1949, 1950 und 1953, wobei 1951 und 52 keine Austragungen stattfanden.
1954 erfolgte der erste große Schritt in der Vereinsgeschichte. Auf Einladung der Federação Bahiana de Futebol, des Fußballverbands von Bahia, stellte Fluminense eine Profimannschaft auf, um mit dieser an der Staatsmeisterschaft von Bahia teilzunehmen. Diese gab am 6. Juni des Jahres im Estádio Fonte Nova in der Partie beim EC Vitória ihr Debüt (1:1-Unentschieden). 13 Jahre lang war Fluminense die einzige Mannschaft aus dem Landesinneren Bahias, die an der ersten Liga teilnahm. 1956 konnte die Vizemeisterschaft gewonnen werden. 1963 gelang dann der erste Titelgewinn der Staatsmeisterschaft. Der Sieg berechtige Fluminense zur Teilnahme an der Taça Brasil 1964. Als Staatsmeister konnte der Klub direkt an der Finalrunde teilnehmen. Hier trat man im Viertelfinale gegen den Ceará SC an. Nach 2:1 im Hinspiel und 0:2 im Rückspiel, unterlag die Mannschaft im Entscheidungsspiel mit 0:2 und schied aus. 1969 gewann der Klub erneut die Staatsmeisterschaft. Dieses Mal ohne Qualifikation für ein höherwertiges Turnier.
Durch den Gewinn der Vizestaatsmeisterschaft 1971 durfte Fluminense im Folgejahr an der Campeonato Nacional de Clubes da Segunda Divisão 1972, der zweiten Auflage der zweiten brasilianischen Liga, teilnehmen. Der Klub trat in der Gruppe D an. In dieser kam es nach neun von zehn Spielen zu einem Sieg, zwei Niederlagen und sechs Niederlagen (Torverhältnis-9:16). Auf letzte Gruppenspiel gegen den AS São Domingos wurde verzichtet. Für beide Klubs gab es keine Möglichkeit der Qualifikation für die zweite Runde mehr.
Auf Anordnung der Militärregierung Brasiliens wurde das Teilnehmerfeld der ersten Liga 1976, der Copa Brasil 1976, von 42 Teilnehmern im Vorjahr auf insgesamt 54 Mannschaften angehoben. Dadurch nahm Fluminense an der Austragung teil. In der Gruppe E der ersten Runde erreichte der Klub den achten von neun Plätzen. Man zog in die Runde der Qualifikanten ein, wo in der Gruppe O der vierte Platz erreicht wurde. Damit schied der Klub aus dem Turnier aus und belegte im Gesamtklassement den 46. Platz. Im Jahr darauf trat Fluminense erneut in der Spielklasse an. Die Regierung hatte erneut eine Anhebung der Teilnehmer befohlen, auf nunmehr 62 Klubs. In der Copa Brasil 1977 trat der Klub zunächst in der Gruppe E an. Hier reichte es nur zum elften und damit letzten Platz. Es ging dann wieder in die Gruppe Q der Qualifikanten. Im Spiel gegen Desportiva Ferroviária am 18. Dezember, hatte Fluminense fünf Spieler ausgewechselt. Das Spiel endete 0:0. Später wurde festgestellt, dass Fluminense vom Fußballverband von Bahia bestochen worden war. Ziel war es, dass Desportiva Ferroviária in der Tabelle nicht an den EC Vitória vorbeiziehen zulassen, damit sich Vitória für die dritte Runde qualifiziert. Der CBD ordnete daraufhin ein Entscheidungsspiel zwischen Desportiva Ferroviária und Vitória an. Vitória trat zu dem Spiel nicht an, da sie dieses als Schuldeingeständnis ansahen. Daraufhin wurde der Vitória disqualifiziert und Desportiva Ferroviária zum Gruppensieger. Fluminense selbst kam straflos davon, belegte den vierten Platz und schied aus.
Von der nochmaligen Anhebung der Teilnehmeranzahl auf 74 der ersten Liga 1978 profitierte Fluminense nicht wieder. Erst in der Ausgabe 1979 war dieses wieder der Fall. In dem Jahr nahmen 94 Klubs an der Meisterschaft teil. In der Gruppe C erreichte man nach jeweils drei Siegen, Unentschieden und drei Niederlagen den achten von zehn Plätzen, was das Ausscheiden aus der Meisterschaft und Platz 68. im Gesamtklassement bedeutete. Bis dato war dieses der letzte Auftritt in der ersten Liga Brasiliens. Erst 1983 trat Fluminense wieder auf nationaler Ebene an. Bei der Taça de Prata 1983, der Ausgabe der zweiten Liga in dem Jahr, nahm man neben dem EC Bahia als Vertreter der Staatsmeisterschaft von Bahia an. In der Gruppe C mit sechs Teilnehmern wurde der Klub letzter und 42. bei 48 Teilnehmern. In der zweiten Liga folgten noch Teilnahmen an der Divisão Especial 1988 (zehnter von 24), der Divisão Especial 1989 (39. von 96.) und in der Segunda Divisão 1991 (48. von 64.). Letztere war der letzte Auftritt in der zweiten Liga Brasiliens. In der dritten und vierten Liga trat der Klub in den Jahren danach auch noch an. Das beste Ergebnis war dabei 1992 die Vizemeisterschaft in der Série C.
Des Weiteren nahm der Fluminense an verschiedenen Pokalwettbewerben teil. Beim nationalen Copa do Brasil 1991 trat der Klub als Vizestaatsmeister von 1990 an. In der ersten Runde gewann der Klub gegen den Auto EC (PB) mit 1:0 und 1:0, unterlag danach im Achtelfinale Grêmio FBPA mit 0:1 und 1:2. Weitere Teilnahmen an dem Pokal gab es 2003 (Niederlage gegen den Fluminense FC aus Rio, 1:1 und 1:4, in der ersten Runde) und 2018 (Niederlage gegen den Avaí FC, 1:2 und 0:1, in der dritten Runde). Der Fußballverband von Bahia hatte zeitweise eigene Pokalwettbewerbe organisiert. Hier war der Klub 1998 in der Taça Estado da Bahia erfolgreich sowie 2009 und 2015 im Staatspokal von Bahia. An dem 1994 ins Leben gerufenen überregionalen Copa do Nordeste bereits mehrmals teil.
2020 wurde die Möglichkeit der Verpflichtung des Spielers Bruno Fernandes de Souza bekannt. Aufgrund der Mordvorwürfe gegen ihn kam es zu massiven Protesten, woraufhin der Klub Abstand von einer Verpflichtung nahm.
Im Jahr 2022 wurde Fluminense die zweite SAF (Sociedade Anônima do Futebol), wirtschaftliches Fußball-Unternehmen, Bahia mit einer geplanten Mindestinvestition von rund 60 Millionen Real. Investor wurde Core3, ein Unternehmen aus Feira de Santana im Bereich Technologie und Telekommunikation.

## Teilnahme an Fußballwettbewerben
| Wettbewerb                          | Teilnahmen                               |
| ----------------------------------- | ---------------------------------------- |
| Série A                             | 1964, 1976, 1977, 1979                   |
| Série B                             | 1972, 1983, 1988, 1989, 1991             |
| Série C                             | 1990, 1992, 1993, 1995, 1996, 1999, 2002 |
| Série D                             | 2009, 2010, 2016, 2017, 2018, 2019       |
| Copa do Brasil                      | 1991, 2003, 2018                         |
| Staatsmeisterschaft                 | 65× – 1954–1998, 2000–2013, 2016–2021    |
| Staatsmeisterschaft Segunda Divisão | 1999, 2014–2015, 2022–                   |
| Copa do Nordeste                    | 1997, 1998, 2001, 2002, 2003, 2010, 2018 |
| Taça Estado da Bahia                | 1998–2007                                |
| Staatspokal von Bahia               | 2009–2010, 2012, 2015–2016               |

## Erfolge
- Staatsmeisterschaft von Bahia: 1963, 1969
- Staatsmeisterschaft von Bahia – Vizemeister: 1956, 1968, 1971, 1990, 1991, 2002
- Staatsmeisterschaft von Bahia Segunda Divisão – Vizemeister: 1999, 2015
- Taça Estado da Bahia: 1998
- Copa Sergipe/Bahia: 2006[11]
- Staatspokal von Bahia: 2009, 2015

## Frauenfußball
Für Fluminense trat auch eine Damenmannschaft in der entsprechenden Staatsmeisterschaft an. Ein Bestand dieser Mannschaft ist nicht nachgewiesen. In den Jahren 2006 und 2008 wurde das Team Vizemeister.